# Алистратски манастир
Алистратският манастир „Света Неделя“ (на гръцки: Ιερά Μονή Αγίας Κυριακής Αλιστράτης) е женски манастир в Егейска Македония, Гърция, подчинен на Зъхненската и Неврокопска епархия на Църквата на Гърция. Според преброяването от 2001 Алистратският манастир има 3 жители монахини.
Манастирът е разположен на 2 km от село Алистрат (Алистрати) в историко-географската област Зъхна в югоизточното подножие на планината Сминица (Меникио), близо до река Драматица (Ангитис).
Манастирът първоначално е мъжки в 1906 година с 95 монаси. Той е разрушаван множество пъти като реконструкцията му започва в 1956 година. Манастирът чества празника на Света Неделя на 7 юли.